# For What It’s Worth
«For What It’s Worth» — песня группы Buffalo Springfield. Была написана вокалистом и гитаристом группы Стивеном Стиллсом.
Группа записала её в студии 5 декабря 1966 года и в январе 1967 года выпустила как сингл на лейбле Atco Records. В США песня добралась до 7 места в чарте Billboard Hot 100.
Этой песни не было на первой версии дебютного альбома группы (который назывался просто Buffalo Springfield), она вошла в него начиная со второго принта, появившегося на прилавках в марте 1967 года.
Слова из названия песни — «For What It’s Worth» — в её тексте не звучат. Песню часто помнят по первой строчке припева: «Stop, children, what’s that sound?».

## История создания
Хотя песню часто ассоциируют с антивоенными настроениями в США, возникшими с разгаром Войны во Вьетнаме, на самом деле Стивен Стиллс написал «For What It’s Worth» под впечатлением беспорядков на Сансет-стрип в Голливуде в ноябре 1966 года. В это время Buffalo Springfield выступали в клубе Whisky a Go Go в Сансет-Стрип и были свидетелями развивающихся событий. Жители и владельцы заведений были раздражены появлением праздных молодых людей, посещавших клубы района и провоцировавших пробки на дорогах в вечернее и ночное время. Властями города был введён локальный акт, запрещавший праздношатание по улицам и вводивший комендантский час в районе Сансет-стрип после 22 часов. Эти ограничения вызвали протесты среди молодёжи, посчитавших, что таким образом были ущемлены их гражданские права.
12 ноября 1966 года были распространены листовки, призывавшие людей присоединиться к демонстрации против ограничений вечером этого же дня. К этой акции присоединились несколько рок-радиостанций, анонсировавших сбор демонстрантов у ночного клуба «Pandora’s Box» на углу Бульвара Сансет. Собралось около тысячи молодых людей, включая будущих звёзд Джека Николсона и Питера Фонда. Демонстрация быстро переросла в беспорядки, которые продолжались всю ночь и периодически повторялись в течение ноября и декабря 1966 года, из-за чего несколько ночных клубов в районе под давлением общественности были вынуждены закрыться. Под впечатлением этих событий Стиллс сочинил и записал песню «For What It’s Worth» 5 декабря 1966 года.
Согласно Стиллсу, название песни было придумано, когда он демонстрировал песню продюсеру лейбла Atco Records Ахмету Эртегюну (у Buffalo Springfield был подписан контракт с этим лейблом). Показывая песню, Стиллс сказал «У меня есть песня, как бы то ни было, если хотите её» (англ. «I have this song here, for what it’s worth, if you want it.»).
«For What It’s Worth» быстро стала известной протестной песнью. Позднее Стиллс отмечал, что многие связывали текст песни с расстрелом в Кентском университете в 1970 году, хотя песня была записана за три года до этого события.

## Премии и признание
В 2004 году журнал Rolling Stone поместил песню «For What It’s Worth» в исполнении группы Buffalo Springfield на 63 место своего списка «500 величайших песен всех времён».
В списке 2011 года песня также находится на 63 месте.

## Кавер-версии
В СССР песня была перепета в бразильском стиле на русском языке (русский текст О. Горбатюка) оркестром и вокальной группой «Диско» под управлением Игоря Петренко. Кавер назывался «Мгновенье, стой» .